# Hauptstrasse 29
Die Hauptstrasse 29 ist eine Hauptstrasse im Schweizer Kanton Graubünden. Die Hauptstrasse beginnt in Samedan und endet an der italienischen Grenze bei Campocologno, Brusio. Die Gesamtlänge der Hauptstrasse beträgt 51 Kilometer. Zwischen Samedan und Pontresina teilt sie sich die Strasse mit der Hauptstrasse 27.

## Geschichte
Die moderne Kunststrasse über den Berninapass wurde 1865 fertiggestellt.